# ルスピタレート・ダ・リュブラガート
ルスピタレート・ダ・リュブラガート （L'Hospitalet de Llobregat IPA：[lʊspɪtəˈlɛt də ʎʊβɾəˈɣɑt]）は、スペイン・カタルーニャ州バルセロナ県バルサルネス郡のムニシピオ（基礎自治体）。バルセロナ都市圏に含まれる。バルセロナに次いでカタルーニャ州で2番目の人口を有する。スペインのみならずヨーロッパ有数の人口密度を持つ都市として知られている。スペイン語表記は定冠詞のないHospitalet de Llobregat（オスピタレート・デ・ジョブレガット）。

## 歴史
最初に定住地のあった記録は、新石器時代に遡る。リュブラガート川流域で、人類の定住を示す石器が見つかっている。古代ローマの足跡は、メドゥーサの頭部を描いた葬送用装飾といったものがあり（現在バルセロナ考古学博物館蔵）紀元前2世紀からある。しかし、市の古名であるプロベンサーナ（Provençana）は、10世紀になるまで歴史に現れなかった。現在の市名はカタルーニャ語に元を発しており、中世の時代、サンタ・アウラリア・デ・プロベンサーナ教会の隣にあった巡礼宿に由来している。市は18世紀まで村の特性を持ち続けていたが、最初の紡績工場ができたことで人口流入が起きた。1960年代と1970年代にも二回目の移民ブームがおこり、国内の所得の低い州からの入移民が相次いだ。しかしこの移民ブームは必要とされる施設の建設に合致せず、1990年代には公共の投資が学校、住宅、レジャー施設になされだだけに終わった。

## 人口
| ルスピタレート・ダ・リュブラガートの人口推移 1900－2011 |
|                                                         |
| 出典:INE（スペイン国立統計局）1900年 - 1991年、1996年 - |

定住人口の22％以上がスペイン国外生まれであり、主としてエクアドル、ドミニカ共和国、モロッコである。しかしルスピタレート・ダ・リュブラガートは、欧州連合(EU)の加盟国からの永住人口及び非永住人口も多数抱えている。これらの人口は、2006年調査では78％がスペイン生まれ（52％がカタルーニャ人）で、その他は以下のようになっていた。
- スペイン　-　 207,930人
- アメリカ　-　 35,628人
- アフリカ　-　 7,935人
- アジア　-　 5,375人
- ヨーロッパ（EU非加盟国）　-　 2,428人
- ヨーロッパ連合加盟国　-　 2,004人
- オセアニア　-　 10人

## 行政区
6区に分けられている。
- 1区　-　アル・セントラ地区、サン・ジュゼップ地区、サンフェリウ地区。市役所や歴史ある建物が集中する。
- 2区　-　コリブラン地区（商業）、ラ・トゥラサ地区（住宅）。
- 3区　-　サンタ・アウラリア地区、グラン・ビーア・シュド地区
- 4区　-　ラ・フルリーダ地区、ラス・プラーネス地区
- 5区　-　プビーリャ・カザス地区、カン・セーラ地区
- 6区　-　ベイビッジャ地区、グルナル地区。1960年代に移民用の住宅が数多く建てられた。

## スポーツ
- CEルスピタレート : サッカークラブ
- ルスピタレート・パイオニアーズ : アメリカンフットボールクラブ

## 著名な出身者
- ビクトル・バルデス : サッカー選手。
- フェラン・アドリア : 料理人。『エル・ブジ』のオーナーシェフ。
- ジョルディ・アルバ : サッカー選手。
- アダマ・トラオレ (1996年生のサッカー選手) : サッカー選手。

## 姉妹都市
- ブゾン、フランス
- ハバナ中央区、キューバ
- マナグア、ニカラグア
- トゥズラ、ボスニア・ヘルツェゴビナ